# Habrocestoides pulchokiensis
Habrocestoides pulchokiensis är en spindelart som beskrevs av Dmitri Viktorovich Logunov 1999. Habrocestoides pulchokiensis ingår i släktet Habrocestoides och familjen hoppspindlar. Inga underarter finns listade i Catalogue of Life.